# Sandanska Bistrica
Sandanska Bistrica (dawniej Swetiraczka Bistrica; bułg. Санданска Бистрица, Светиврачка Бистрица) – rzeka w południowo-zachodniej Bułgarii, lewy dopływ Strumy w zlewisku Morza Egejskiego. Długość – 33 km.
Sandanska Bistrica powstaje z połączenia kilku potoków w pod szczytem Wichren w północnej części łańcucha górskiego Piryn, gdzie tworzy wodospad Popinołyszki. Płynie na południowy zachód, przecina miasto Sandanski i uchodzi do Strumy.